# Le quattro meraviglie di Roma
Le quattro meraviglie di Roma è un termine che fu molto in voga nel XVIII e XIX secolo. Definiscono con un criterio popolare, basato forse sul fasto e la notorietà, quattro palazzi romani. Si usarono dei nomignoli o dei particolari che vi alludessero: «perciò si dice dal volgo che le quattro meraviglie di Roma sono il dado di Farnese, il cembalo di Borghese, la scala di Caetani (oggi Ruspoli) e il portone di Carbognani (cioè Sciarra Colonna).»
- il "dado" si riferisce alla forma quadrata di Palazzo Farnese
- il "cembalo" fa anch'esso riferimento alla forma di Palazzo Borghese
- la "scala" si riferisce allo scalone di Palazzo Ruspoli formato da 120 singoli blocchi di marmo e costruito da Martino Longhi il Giovane
- il "portone" infine, è quello di Palazzo Sciarra-Colonna, in quanto il popolo credeva che fosse un unico monolitico pezzo di marmo scolpito.

## Galleria d'immagini

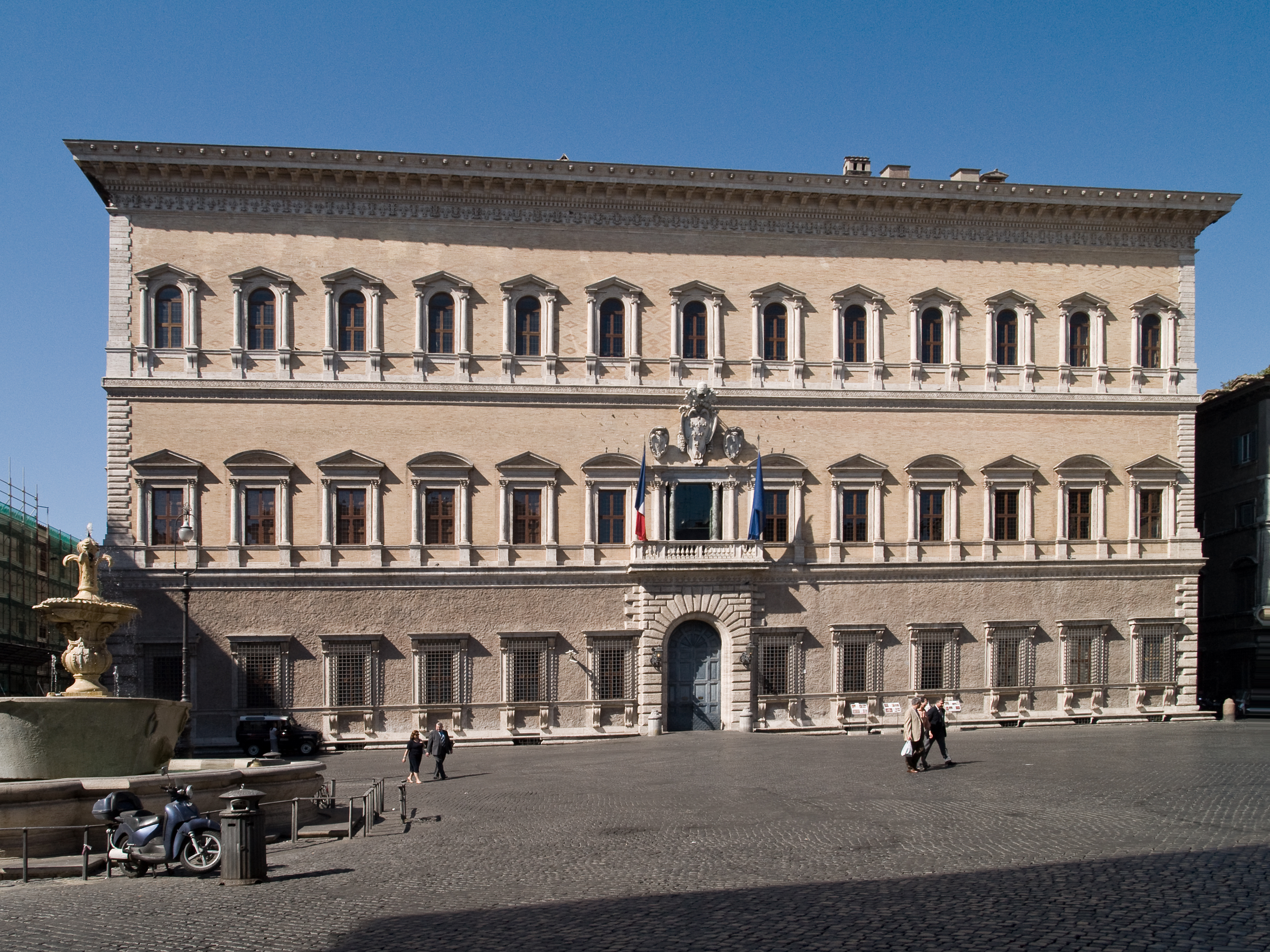
Palazzo Farnese
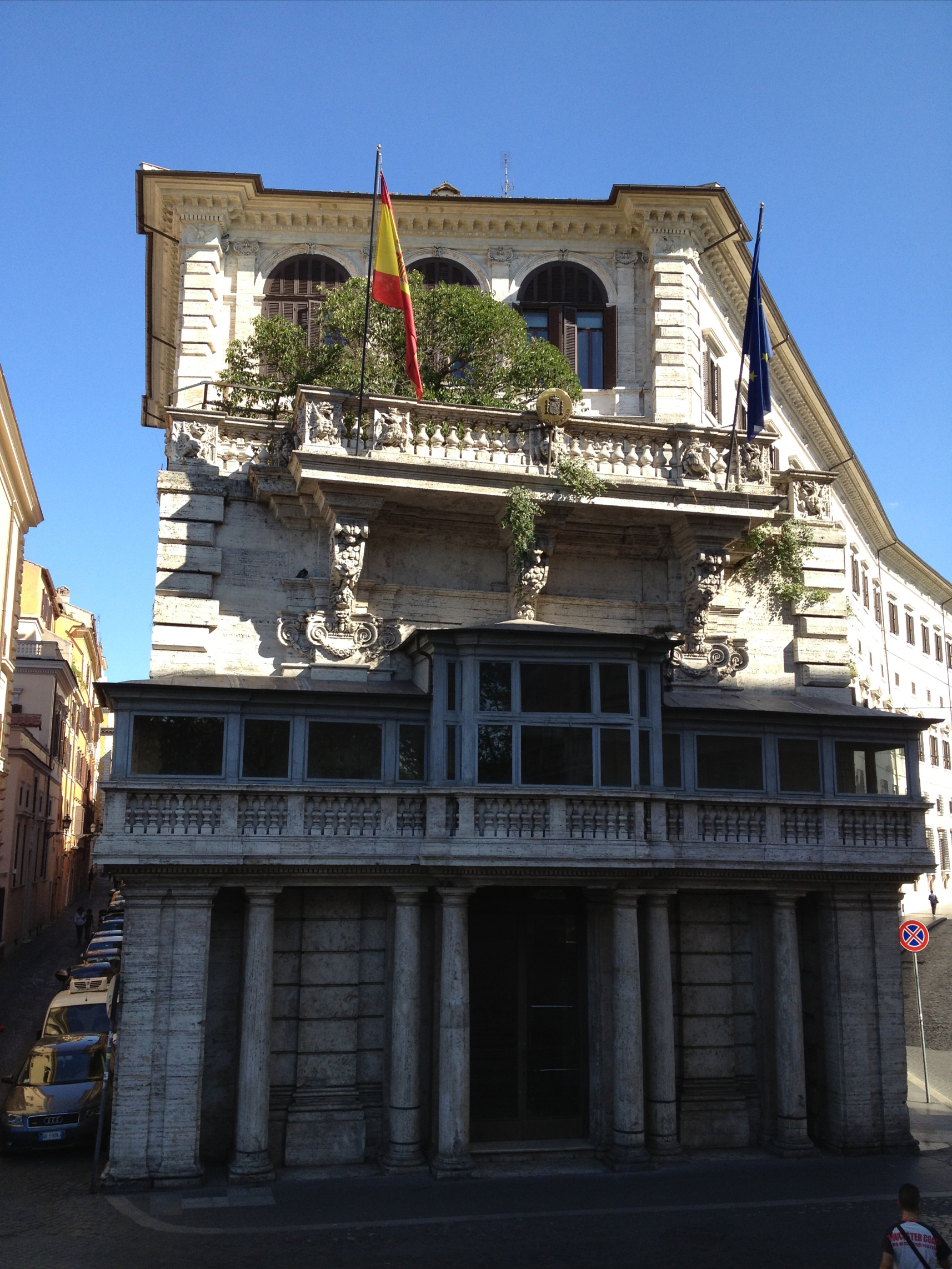
Palazzo Borghese
Scala di Caetani a Palazzo Ruspoli
Il portone di Carbognani di Palazzo Sciarra-Colonna